# ブエルタ・シクリスタ・ア・ラ・レギオン・デ・ムルシア
ブエルタ・シクリスタ・ア・ラ・レギオン・デ・ムルシア(Vuelta Ciclistica a la Region di Murcia)は、スペイン・ムルシア州を舞台にして2月上旬に行われる自転車プロロードレースのワンデーレース。

## 概要
1981年創設。1984年まではアマチュア限定の大会であった。現在はUCIヨーロッパツアーの2.1カテゴリーに位置づけられている。
2012年まではステージレースだったが、2013年よりワンデーレースに変わった。2019年からは2日間開催に変更された。2021年は新型コロナウイルス感染症の世界的流行 (2019年-)により、ワンデーレースとして5月下旬に開催。2022年以降もワンデーレースとして開催されている。
比較的歴史の浅いレースだが、第1回の総合優勝者であるペドロ・デルガドを始めとして、ミゲル・インドゥライン、マルコ・パンターニなどグランツールの優勝経験者がこの大会の優勝者に名を連ねている。

## 歴代優勝者
| 年   | 優勝者                           | 国         |
| ---- | -------------------------------- | ---------- |
| 1981 | ペドロ・デルガド                 | スペイン   |
| 1982 | サルバドール・サンチス           | スペイン   |
| 1983 | フランシスコ・ハビエル・セデーナ | スペイン   |
| 1984 | リカルド・マルティネス           | スペイン   |
| 1985 | ホセ・レツィオ                   | スペイン   |
| 1986 | ミゲル・インドゥライン           | スペイン   |
| 1987 | ペリョ・ルイスカベスタニー       | スペイン   |
| 1988 | カルロス・エルナンデス・バイロ   | スペイン   |
| 1989 | マリーノ・アロンソ               | スペイン   |
| 1990 | トム・コルデス                   | オランダ   |
| 1991 | ホセ・ルイス・ビジャヌエバ       | スペイン   |
| 1992 | アルバーロ・メヒア               | コロンビア |
| 1993 | カルロス・ガラレタ               | スペイン   |
| 1994 | メルチョル・マウリ               | スペイン   |
| 1995 | アドリアノ・バッフィ             | イタリア   |
| 1996 | メルチョル・マウリ               | スペイン   |
| 1997 | フアン・カルロス・ドミンゲス     | スペイン   |
| 1998 | アルベルト・エリー               | イタリア   |
| 1999 | マルコ・パンターニ               | イタリア   |
| 2000 | ダビ・カニャダ                   | スペイン   |

| 年   | 優勝者                           | 国             |
| ---- | -------------------------------- | -------------- |
| 2001 | アイトール・ゴンサレス           | スペイン       |
| 2002 | ビクトル・ウーゴ・ペナ           | コロンビア     |
| 2003 | ハビエル・パスクアル・ジョレンテ | スペイン       |
| 2004 | アレハンドロ・バルベルデ         | スペイン       |
| 2005 | コルド・ヒル・ペレス             | スペイン       |
| 2006 | サントス・ゴンサレス             | スペイン       |
| 2007 | アレハンドロ・バルベルデ         | スペイン       |
| 2008 | アレハンドロ・バルベルデ         | スペイン       |
| 2009 | デニス・メンショフ               | ロシア         |
| 2010 | フランティシェク・ラボニ         | チェコ         |
| 2011 | ジェローム・コペル               | フランス       |
| 2012 | ナイロ・キンタナ                 | コロンビア     |
| 2013 | ダニエル・ナバーロ               | スペイン       |
| 2014 | アレハンドロ・バルベルデ         | スペイン       |
| 2015 | レイン・ターラミャエ             | エストニア     |
| 2016 | フィリップ・ジルベール           | ベルギー       |
| 2017 | アレハンドロ・バルベルデ         | スペイン       |
| 2018 | ルイス・レオン・サンチェス       | スペイン       |
| 2019 | ルイス・レオン・サンチェス       | スペイン       |
| 2020 | クサンドロ・ムーリッセ           | ベルギー       |
| 2021 | アントニオ・ヘスス・ソト         | スペイン       |
| 2022 | アレッサンドロ・コーヴィ         | イタリア       |
| 2023 | ベン・ターナー (自転車選手)      | イギリス       |
| 2024 | ベン・オコナー                   | オーストラリア |